# Friesland (departement)
Friesland (Franse naam: Frise) was een Frans departement in de Nederlanden ten tijde van het Eerste Franse Keizerrijk.

## Instelling
Het departement werd gevormd op 1 januari 1811 na de annexatie van het koninkrijk Holland op 9 juli 1810. Het was de voortzetting van het voormalige "Hollandse" departement Friesland.

## Bestuurlijke indeling
De hoofdstad was Leeuwarden. Het departement was ingedeeld in de volgende arrondissementen en kantons:
Leeuwardenkantons: Bergum, Buitenpost, Dokkum, Dronrijp, Franeker, Hallum (Ferwerderadeel), Harlingen, Holwerd en Leeuwarden
Heerenveenkantons: Akkrum, Beetsterzwaag, Heerenveen en Oldeberkoop (Ooststellingwerf)
Sneekkantons: Bolsward, Hindeloopen, Lemmer, Rauwerd en Sneek.

## Prefect

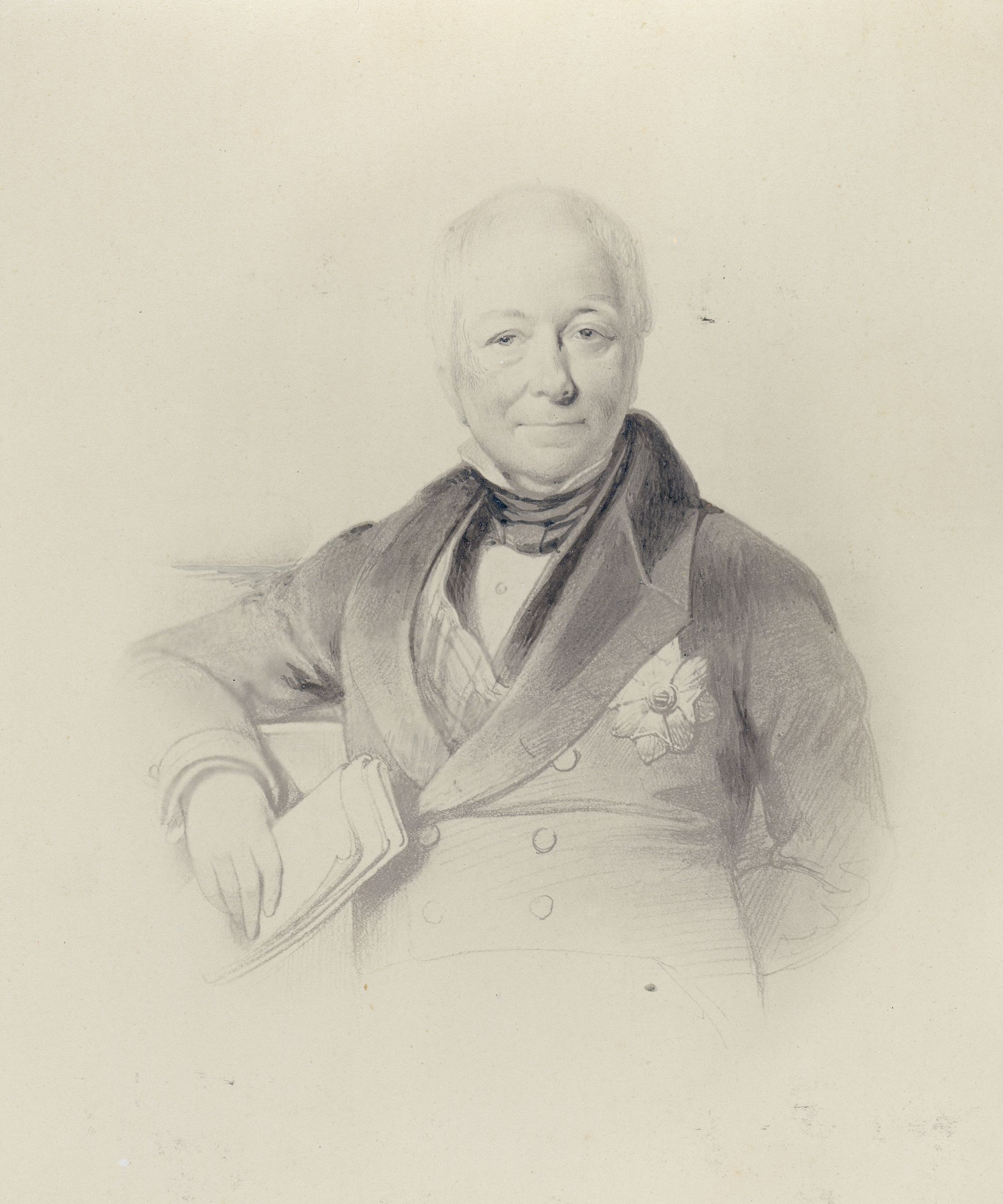
Johan Gijsbert Verstolk van Soelen, prefect van het departement Friesland

13-12-1810 - 13-12-1813: Johan Gijsbert Verstolk van Soelen

## Overig
Het departement Friesland had in 1811 de departementale postcode 122.
Bij de volkstelling (census) van 1812 had het departement Friesland 175 000 inwoners.

## Opheffing
Na de nederlaag van Napoleon in 1814 werd het departement omgezet in de provincie Friesland van het Soeverein Vorstendom der Verenigde Nederlanden (vanaf 1815 Verenigd Koninkrijk der Nederlanden geheten) (grondwet van 29 maart 1814).
Bouches-de-l'Escaut (1810) · Bouches-de-la-Meuse · Bouches-du-Rhin (1810) · Bouches-de-l'Yssel · Deux-Nèthes (1795) · Ems-Occidental · Frise · Meuse-Inférieure (1795) · Roër (1798) · Yssel-Supérieur · Zuyderzée